# Willemshuis
Het Willemshuis is een kantoorcomplex aan de Stadhouderskade 55 in Amsterdam-Zuid, De Pijp.

## Geschiedenis

### Locatie
In 1977 brandde ter plaatse het Van Nispenhuis af, dat hier vanaf circa 1955 aan de kade stond. Het gebouw ging daarbij niet geheel verloren, het duurde het een aantal jaren dat volledige afbraak plaatsvond. Schilder Hans Engelman heeft rond  1986 nog een schilderij gemaakt met als onderwerp de ruiming van het terrein. 

### Bouw
Vanaf 9 februari 1988 kon gebouwd worden aan een zes verdiepingen hoog kantoorgebouw in een ontwerp van Theo Bosch. Uiteraard moest daarbij het bestemmingsplan gewijzigd worden van horeca naar kantoor. Het kantoor is uitgevoerd in de kleuren grijs en groen. Het vloeroppervlak oversteeg de 4.000 m². Achter het front is een tussengebouw geplaatst dat toegang geeft tot een ovaal kantoor. Om hier een kantoor te kunnen realiseren moest een interne parkeergarage aangelegd worden, aan de Stadhouderskade is weinig tot geen parkeergelegenheid.

### Huidig gebruik
In 2015 werd het gebouw verkocht voor een prijs van 13.000.000 euro. Een van de instanties die hier in 2015 gevestigd was, is het administratieve deel van het Van Goghmuseum. Tussen 2017 en 2020 was hier het hoofdkantoor gevestigd van Netflix voor Europa, Afrika en het Midden-Oosten.
Oost ·
160 ·
158 ·
157 ·
156 ·
155 ·
151-154 ·
149-150 ·
145-146 ·
142-144 ·
140-141 ·
137-139 ·
135-136 ·
130-134 ·
129 ·
128 ·
125-127 ·
123-124 ·
116-122 ·
115 ·
110-113 ·
100-101 ·
97 ·
95-96 ·
93-94 ·
92 ·
91 ·
89-90 ·
87-88 ·
86 ·
85 ·
84 ·
82-83 ·
78-79 ·
77 ·
Heineken Brouwerij ·
74 ·
72-73 ·
69-70 ·
68 ·
67 ·
65-66 ·
64 ·
62-63 ·
60-60a ·
58-59 ·
56-57 ·
Willemshuis ·
Van Nispenhuis ·
Kapel van Sint Josephs Gezellen-Vereeniging ·
54 ·
52-53 ·
47-49 ·
Carel Willinkplantsoen ·
Polderhuis ·
Ruysdaelkade 2-4 ·
Judith Leysterbrug ·
42 (Rijksmuseum) ·
40-41 ·
31-35 ·
30 ·
29 ·
Park Centraal Amsterdam ·
Stedemaagd (Vondelpark) ·
Byzantium ·
Koepelkerk ·
12 (Marriott) ·
Persilhuis ·
7 ·
5 ·
3 ·
1 ·
West
1. ↑  Het Parool, Honderden extra banen bij Netflix in Amsterdam. Het Parool (11 mei 2017). Geraadpleegd op 20 maart 2021.
2. ↑  (en) Stewart Clarke, Stewart Clarke, Netflix to Open New EMEA Headquarters in Amsterdam as Part of European Expansion. Variety (29 oktober 2019). Geraadpleegd op 20 maart 2021.